# Johann Plietzsch
Johann Plietzsch (* 28. Mai 1967 in Berlin) ist ein deutscher Barocktrompeter, Ensembleleiter, Dirigent, Musikhistoriker und Instrumentalpädagoge.

## Leben
Johann Plietzsch seine musikalische Ausbildung in der Klasse von Ludwig Güttler (Hochschule für Musik Carl Maria von Weber Dresden) und bei Günter Rößler (Gewandhausorchester Leipzig) sowie an der Universität der Künste Berlin bei Robert Platt (Berliner Philharmoniker). Es folgte ein weiterführendes Studium mit den Fächern Alte Musik und Barocktrompete an der Musikhochschule Köln bei Friedemann Immer. Zusätzlich nahm er Unterricht für Barocktrompete bei Edward H. Tarr an der Schola Cantorum Basiliensis.
1990 gründete Johann Plietzsch das „Barocktrompeten Ensemble Berlin“ (bteb) ein Spezialensemble für die Trompetenmusik von 1500 bis 1800 auf historischen Instrumenten. Die Suche nach bisher unveröffentlichten Manuskripten und Drucken, ihre Edition und Arrangement ist ein zentraler Bereich in seiner Arbeit, um das Repertoire des Ensembles und das eigene ständig zu erweitern. Mit dem bteb trat er u. a. bei den Berliner Bachtagen dem Musikfest im Schloss Weikersheim auf. Internationale Händel-Festspiele Göttingen, Musikfeste Sachsen-Anhalt und Festspiele Mecklenburg-Vorpommern sind weitere Festivals, bei denen Plietzsch zusammen mit dem bteb auftrat. Zuletzt dirigierte er bei den Händel-Festspielen ein von ihm auf 34 Musiker erweitertes Ensemble und ließ dabei erstmals in der Musikgeschichte drei barocke Kontrafagotte musizieren.
In seiner Konzerttätigkeit, Rundfunk- und CD-Produktionen als Solist und mit dem Ensemble bteb arbeitete Johann Plietzsch unter anderem mit Musica Florea Prag, dem Sächsischen Barockorchester Leipzig, dem Dresdner Barockorchester, mit Agata Sapiecha & Il Tempo Warschau und Simon Standage & collegium musicum 90 zusammen.
Von 2005 bis 2008 war Johann Plietzsch Dozent für Barocktrompete, Kammermusik und Orchesterleitung an der Internationalen Sommerakademie für Alte Musik Schloss Wilanów (Warschau). Auf Einladung der Barenboim-Said-Foundation war er 2006 mehrere Monate als Trompetenlehrer in Ramallah (Palästina) tätig. 2007 wurde Johann Plietzsch als Gast-Professor an die Musikhochschule Poznań (Polen) berufen, um dort eine Klasse für Barocktrompete und Alte Musik aufzubauen, die er bis 2014 leitete.
An der Universität der Künste Berlin unterrichtet Johann Plietzsch seit 2012 die Fächer Methodik/Didaktik und Lehrpraxis für Blechbläser. Am Musikzweig des Landesgymnasiums Latina „Hermann-August-Francke“ Halle (Saale) ist Johann Plietzsch seit 2012 Fachbereichsleiter Blechbläser. Er unterrichtet dort Trompete und Blechbläser-Kammermusik.
Neueditionen von Werken der Barockzeit für Trompete und weitere Instrumente liegen bei Edition Walhall Magdeburg vor. Johann Plietzsch spielt exklusiv Barocktrompeten von David Staff.

## Diskografie (Auswahl)
- Tromba Hispanica – Battallas y Canciones, bteb (Edition Raumklang RK 2906)
- The King’s Christmas – Weihnachten am Hof der englischen Könige, bteb (Edition Raumklang RK 3202)
- Mr. Handel’s Trumpeter – Englische Trompetenmusik von Purcell bis Händel, bteb (Edition Raumklang RK 3406)
- Orgel & Trompete – (Musik Art; LC 00754)
- Pavel Josef Vejvanovský – Vesperae Sancti Venceslai [u.a.], Supraphon Prag(SU 3535-2)
- Georg Philipp Telemann – Hamburger Admiralitätsmusik 1723 – Mieke van der Sluis, Graham Pushee, Rufus Müller, Klaus Mertens, Michael Schopper, Wolfgang Helbich, Alsfelder Vokalensemble, Barockorchester Bremen, CPO 999 373-2